# Mario Eggimann
Pour les articles homonymes, voir Eggimann.
Mario Eggimann, né le 24 janvier 1981 à Brugg, est un footballeur suisse. Il évolue au poste de défenseur central de la fin des années 1990 au milieu des années 2010.
Après des débuts professionnels au FC Aarau, il fait toute sa carrière en Allemagne tout d'abord au sein du Karlsruher SC puis du Hanovre 96 et enfin au FC Union Berlin.
Il compte dix sélections en Suisse et dispute la Coupe du monde 2010.

## Biographie
Mario Eggimann commence le football au FC Küttigen puis rejoint le FC Aarau où il fait ses débuts professionnels en 1998 et devient capitaine de l'équipe de Suisse des moins de 21 ans. Il rejoint, en 2002, le Karlsruher SC dont il devient le capitaine de l'équipe en 2006-2007, saison qui voit le club remporter la 2.Bundesliga et remonter dans l'élite. Le 7 septembre 2007, il évolue pour la première fois en équipe nationale contre le Chili mais ne parvient pas à s'imposer, et Köbi Kuhn l'écarte de l'Euro 2008, au profit de Stéphane Grichting.
Il est transféré en juillet 2008 à le Hanovre 96, ou il est tantôt titulaire ou remplaçant. Ottmar Hitzfeld le retient pour disputer la Coupe du monde 2010.
Il quitte Hanovre en 2013 pour rejoindre le 1. FC Union Berlin. Ses saisons dans le club berlinois sont marquées par les blessures et il annonce la fin à sa carrière professionnelle en octobre 2015.

## Palmarès
Mario Eggimann remporte avec le Karlsruher SC la 2.Bundesliga en 2007.
Il compte dix sélections avec la Suisse et dispute la Coupe du monde 2010. Il est également international espoirs.